# Liriomyza erucifolii
Liriomyza erucifolii este o specie de muște din genul Liriomyza, familia Agromyzidae, descrisă de De Meijere în anul 1943.
Este endemică în Franța. Conform Catalogue of Life specia Liriomyza erucifolii nu are subspecii cunoscute.